# Vilcabamba (site)
Vilcabamba of Espíritu Pampa (van Quechua: Willkapampa, "heilige vallei") is een archeologische vindplaats in het gelijknamige district Vilcabamba in Peru. 
De Inca-heerser Manco Inca stichtte de Neo-Incastaat van Vilcabamba in 1537 als laatste toevluchtsoord voor zijn volk, nadat de Spaanse conquistadores onder leiding van Francisco Pizarro het Inca-rijk hadden veroverd. De stad werd in 1572 door de Spanjaarden verwoest. De laatste Inca-heerser, Túpac Amaru, werd gevangengenomen en in Cuzco in het openbaar onthoofd.
Eeuwenlang bleven de ruïnes van de stad verborgen in het regenwoud. Hiram Bingham, de ontdekker van Machu Picchu, ontdekte de resten van de stad in 1911, maar hij realiseerde zich niet dat hij de gezochte hoofdstad van de Inca's had herontdekt. Pas in de jaren 1960 werd de link met Vilcabamba gelegd door nieuwe onderzoekers.